# Proasellus parvulus
Proasellus parvulus é uma espécie de crustáceo da família Asellidae.
É endémica da Eslovénia.